# Manfred Pagel
Manfred Pagel (* 25. Januar 1929 in Berlin; † 22. November 2018) war  ein deutscher Politiker (SED). Er war von 1975 bis 1989 Bezirksbürgermeister von Berlin-Friedrichshain.

## Leben
Pagel, Sohn einer Arbeiterfamilie, erlebte als Kind die Bombenangriffe auf Berlin. Er wurde Schlosser und erhielt eine Ausbildung zum Lokführer. Mit 30 Jahren wurde er Dienstvorsteher des Berliner Ostbahnhofs.
Pagel wurde Mitglied der Sozialistischen Einheitspartei Deutschlands (SED) und wirkte ab 1961 im Bezirk Friedrichshain als Bezirksrat, als Stellvertreter des Bürgermeisters für Inneres und ab April 1970 als Erster Stellvertreter des Bürgermeisters. Am 25. September 1975 wurde er als Nachfolger von Hans Höding zum Stadtbezirksbürgermeister gewählt.
Pagel qualifizierte sich zum Diplom-Ingenieurökonomen, war Stadtbezirksverordneter von Friedrichshain und von 1976 bis 1981 Mitglied der Berliner Stadtverordnetenversammlung. Nach den Kommunalwahlen in der DDR vom 7. Mai 1989 kandidierte er nach 14-jähriger Tätigkeit aus gesundheitlichen Gründen nicht wieder für das Amt des Stadtbezirksbürgermeisters.
Pagel war verheiratet und Vater einer Tochter. Er starb im Alter von 89 Jahren.

## Auszeichnungen
- 1956 Ehrentitel „Verdienter Eisenbahner der Deutschen Demokratischen Republik“